# Heodes juvara
Heodes juvara är en fjärilsart som beskrevs av Hans Fruhstorfer 1908. Heodes juvara ingår i släktet Heodes och familjen juvelvingar. Inga underarter finns listade i Catalogue of Life.